# Spartaeus karigiri
Espèce
Spartaeus karigiri est une espèce d'araignées aranéomorphes de la famille des Salticidae.

## Répartition
Cette espèce est endémique d'Inde. Elle se rencontre dans les États du Karnataka et du Tamil Nadu.

## Description
Le mâle holotype mesure 6,49 mm et la femelle paratype 10,45 mm.

## Systématique
Cette espèce a été décrite en 2025 par Caleb (d), Sudhin (d), Sen (d) et Kadam (d) dans une publication coécrite avec Nisha (d), Maliye (d) et Sanap (d).

### Étymologie
Son épithète spécifique, karigiri, reprend le nom populaire de la colline de Devarayanadurga (un village du district de Tumkur au Karnataka) près de laquelle l'espèce a été découverte. Karigiri signifie la « colline de l'éléphant » car celle-ci, vue de l'Est, ressemble à un éléphant.

### Publication originale
- (en) John T.D. Caleb, Puthoor Pattammal Sudhin, B.G. Nisha, Chinmay C. Maliye, Rajesh V. Sanap, Gautam Kadam et Souvik Sen, « Novel additions to the jumping spider subfamily Spartaeinae Wanless, 1984 from India (Araneae, Salticidae, Spartaeini) », European Journal of Taxonomy, France, vol. 997, no 1,‎ juin 2025, p. 77-98 (e-ISSN 2118-9773, DOI 10.5852/ejt.2025.997.2925, lire en ligne, consulté le 18 juin 2025).